# Carnevale della Valle dell'Alcantara
Il carnevale della Valle dell'Alcantara si svolge ogni anno nel comune di Francavilla di Sicilia in provincia di Messina.

## Il Carnevale
È considerato il più bel carnevale della valle dell'Alcantara e si svolge, ormai da più di un secolo, nell'arco di una settimana, per le vie cittadine, che diventano vere e proprie piste da ballo durante i cosiddetti veglioni allietati da buona musica. Il carnevale di Francavilla, attira visitatori da tutte le parti; le caratteristiche che lo contraddistinguono sono: la trasgressività che non sfocia mai nella volgarità; l'ironia che invece aggiunge spirito alle serate e coinvolge gran parte della gente presente. I cittadini che per l'evento diventano personaggi e ancora oggi portano avanti la vera essenza del carnevale francavillese sono rimasti in pochi, sulla falsariga dell'indimenticato (ormai scomparso) Sebastiano Puglisi in arte Bastiano Vainaso. 
I Veglioni si concludono con la caratteristica Fasuledda (musica composta da un giovane francavillese) che viene ballata in cerchi seguendo la velocità della musica che va alternandosi. 
I veglioni sono caratterizzate dalle cosiddette mutticedde, ossia delle leggere spinte che le persone ballando in cerchio si danno con la schiena. La via (Vittorio Emanuele) così, si trasforma in un'enorme balera. Le serate sono allietate con musiche tipiche, e balli di gruppo che coinvolgono un po' tutti coloro che si lasciano prendere dall'euforia carnascialesca. La via in cui si balla e piastrellata con pietre vulcaniche levigate, gergamente chiamate ciappe. È davvero uno spettacolo vedere trippare (così si suol dire) una moltitudine di persone in questa via, che per l'occasione viene anche addobbata con archigiate e stelle filanti.
Caratteristica, perché unica nel suo genere ed ogni anno diversa, è la serata conclusiva con 'a cianciuta di re Carnalivari (ovvero "il pianto di re Carnevale"): su di un carro, seguito da "piagnoni" e vedove, da gruppi in maschera che sfilano "piangendo" la fine della festa, si trova re Carnevale che dà l'ultimo saluto con in mano della salsiccia ad indicare che dopo quella sera inizia la quaresima e quindi non si può più mangiare carne. Ma la salsiccia ha anche un altro significato, quello carnale infatti le varie vedove dopo la dipartita del re Carnevale (focoso amante) resteranno senza...
Il corteo viene accompagnato dalla Fasuledda intonata dal corpo bandistico comunale "Vincenzo Bellini".
Nel pomeriggio della domenica e del martedì grasso le strade si animano con la sfilata dei carri allegorici in cui le sfide agguerrite tra i mastri carristi di diversi gruppi prendono il via portando dentro le vie cittadine un'area di festa e di divertimento; il martedì sera, durante il veglione vengono assegnati i premi; al primo posto, oltre ad un premio in denaro, viene assegnato una scultura lignea di un asso di bastoni.